# 플라이스토세
| 기                                                  | 세           | 절           | 백만년전      |
| --------------------------------------------------- | ------------ | ------------ | ------------- |
| 제4기                                               | 홀로세       | 메갈라야절   | 0-0.0042      |
| 제4기                                               | 홀로세       | 노스그립절   | 0.0042-0.0082 |
| 제4기                                               | 홀로세       | 그린란드절   | 0.0082-0.0117 |
| 제4기                                               | 플라이스토세 | 후기         | 0.0117-0.126  |
| 제4기                                               | 플라이스토세 | 지바절       | 0.126-0.781   |
| 제4기                                               | 플라이스토세 | 칼라브리아절 | 0.781-1.806   |
| 제4기                                               | 플라이스토세 | 젤라절       | 1.806-2.588   |
| 신진기                                              | 플리오세     | 피아첸차절   | 이전          |
| ICS에 따른 제4기의 지질 시대 구분. 2019년 5월 기준. |              |              |               |
| v • d • e • h                                       |              |              |               |

플라이스토세(Pleistocene)는 약 258만 년 전부터 1만 2천년 전까지의 지질 시대를 말한다. 홍적세(洪積世), 갱신세(更新世) 또는 속칭 빙하기(Ice Age)라고도 한다. '플라이스토세'라는 명칭은 그리스어: πλεῖστος pleistos[*](가장)와 그리스어: καινός kainos[*](새로운)에서 비롯되었다.
2009년 IUGS(International Union of Geological Science)는 플라이스토세의 시작 시기를 기존의 180만 년에서 258.8만 년으로 정정했다.
플라이스토세는 신생대 제4기에 속하며, 플리오세에서 이어진 시기이다. 지구 위에 널리 빙하가 발달하고 매머드, 곧은 상아 코끼리[곧은 엄니 코끼리](straight-tusked elephant) 같은 코끼리류가 살았다. 플라이스토세가 끝나는 시기는 고고학에서 구석기 시대의 끝으로 본다.

## 기후

### 빙하에 관련된 부분
플라이스토세의 기후는, 어떤 지역에서 위도 40도 부근으로 빙하가 밀려내려가는, 반복되는 빙하의 사이클로 특징지어진다. 최대로 빙하기가 확장되었을 때, 지구 표면의 30% 정도가 빙하로 덮였다고 추정된다. 더하여 영구동토(永久凍土)의 구역이 빙하의 경계에서, 북아메리카에서는 그 남쪽으로 2, 3백 킬로미터까지, 유라시아 대륙에서는 그 남쪽으로 6, 7백 킬로미터까지, 늘어났다. 빙하에서의 연평균 기온은 -6 °C, 영구동토에서의 연평균 기온은 0 °C였다.

### 중요 사건들
| 인류 역사의 구분  |             |           |           |
| 홀 로 세          | 역사 시대   | 역사 시대 | 역사 시대 |
| 홀 로 세          | 철기 시대   |           |           |
| 홀 로 세          | 청동기 시대 |           |           |
| 홀 로 세          | 동기 시대   |           |           |
| 홀 로 세          | 신석기 시대 |           |           |
| 홀 로 세          | 중석기 시대 |           |           |
| 플 라 이 스 토 세 | 후기 구석기 |           |           |
| 플 라 이 스 토 세 | 중기 구석기 |           |           |
| 플 라 이 스 토 세 | 전기 구석기 |           |           |
| 플 라 이 스 토 세 | 구석기 시대 |           |           |
| 플 라 이 스 토 세 | 석기 시대   |           |           |

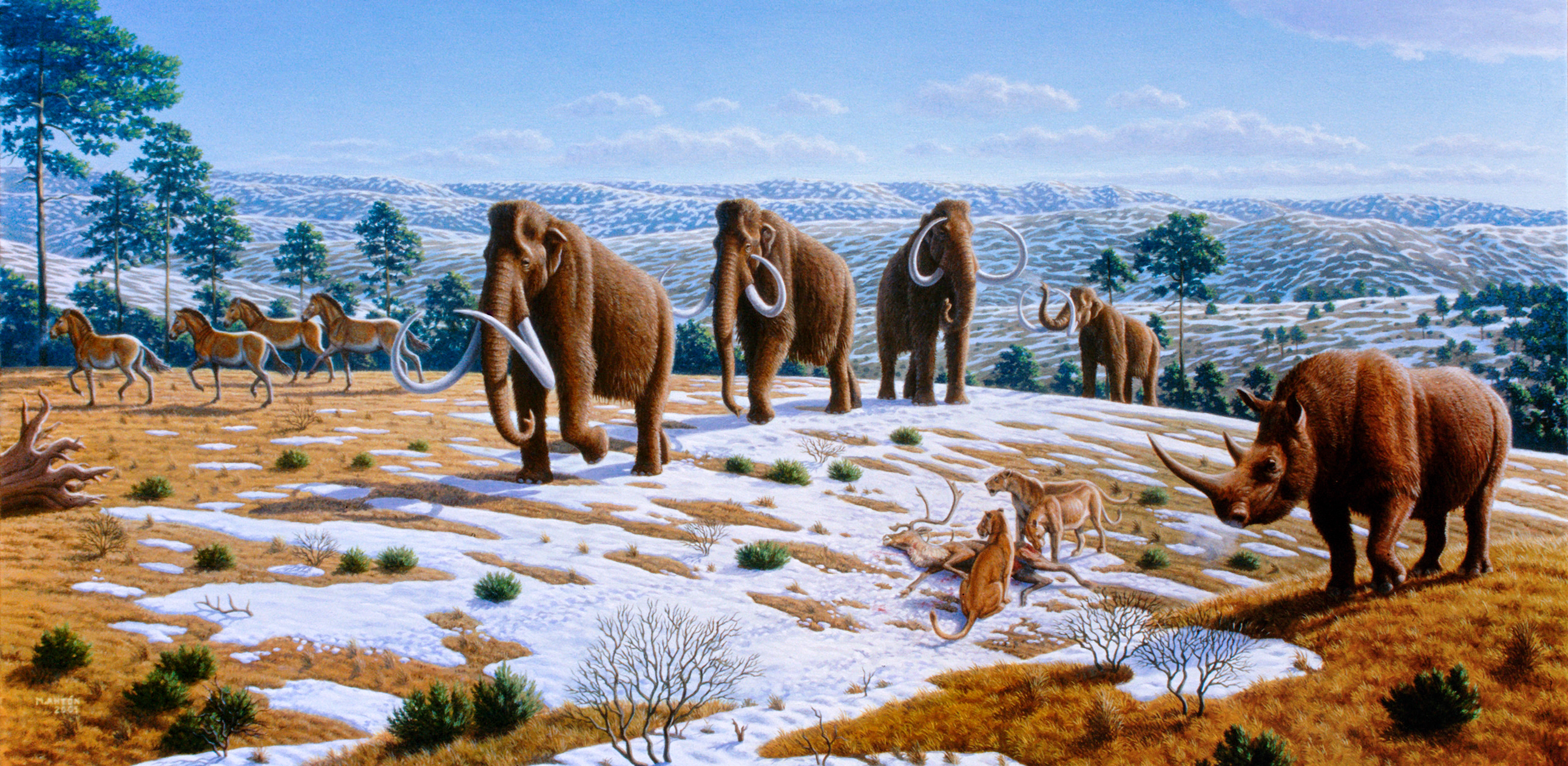
플라이스토세의 동물군

- 귄츠빙기: ? ~ 86만6천 년 전까지 ("비스토니안기" = 북아메리카의 "네브라스카기")
- 귄츠-민델 간빙기: 88만6천 년 전 ~ 47만8천 년 전까지의 간빙기(40만8천 년 동안) ("크로메리안기"=북아메리카의 "아프토니안기")
- 민델 빙기: 47만8천 년 전 ~ 42만4천 년 전까지(5만4천년간) ("앵글리안기"=북유럽의 "엘슈터리안기"=알프스의 "민델기")
- 민델-리스 간빙기: 42만4천 년 전 ~ 37만4천 년 전까지(5만3천년간) ("혹시니안기"=북유럽의 "홀슈타인간빙기"=알프스의 "민델리스간빙기"=북아메리카의 "야마시안기")
- 리스 빙기: 35만2천 년 전 ~ 13만 년 전까지(21만8천년간) (=울스토니안기=북유럽의 "와데기"와 "살리안기"=알프스의 "리스기"=북아메리카의 "일리노이안기"와 "선일리노이언기의 가장 어린 부분")
- 리스-뷔름 간빙기: 13만 년 전 ~ 11만4천 년 전까지(1만6천년간)
- 뷔름빙기: 11만 년 전 ~ 1만2천 년 전까지의 빙기(9만8천년간)(최종빙기)
- 21.8만 년 전 - 최한랭기
- 1.4~1.2만 년 전 - 고드리아스기(소한랭기)

## 같이 보기
- 지질 시대